# Bhavaviveka

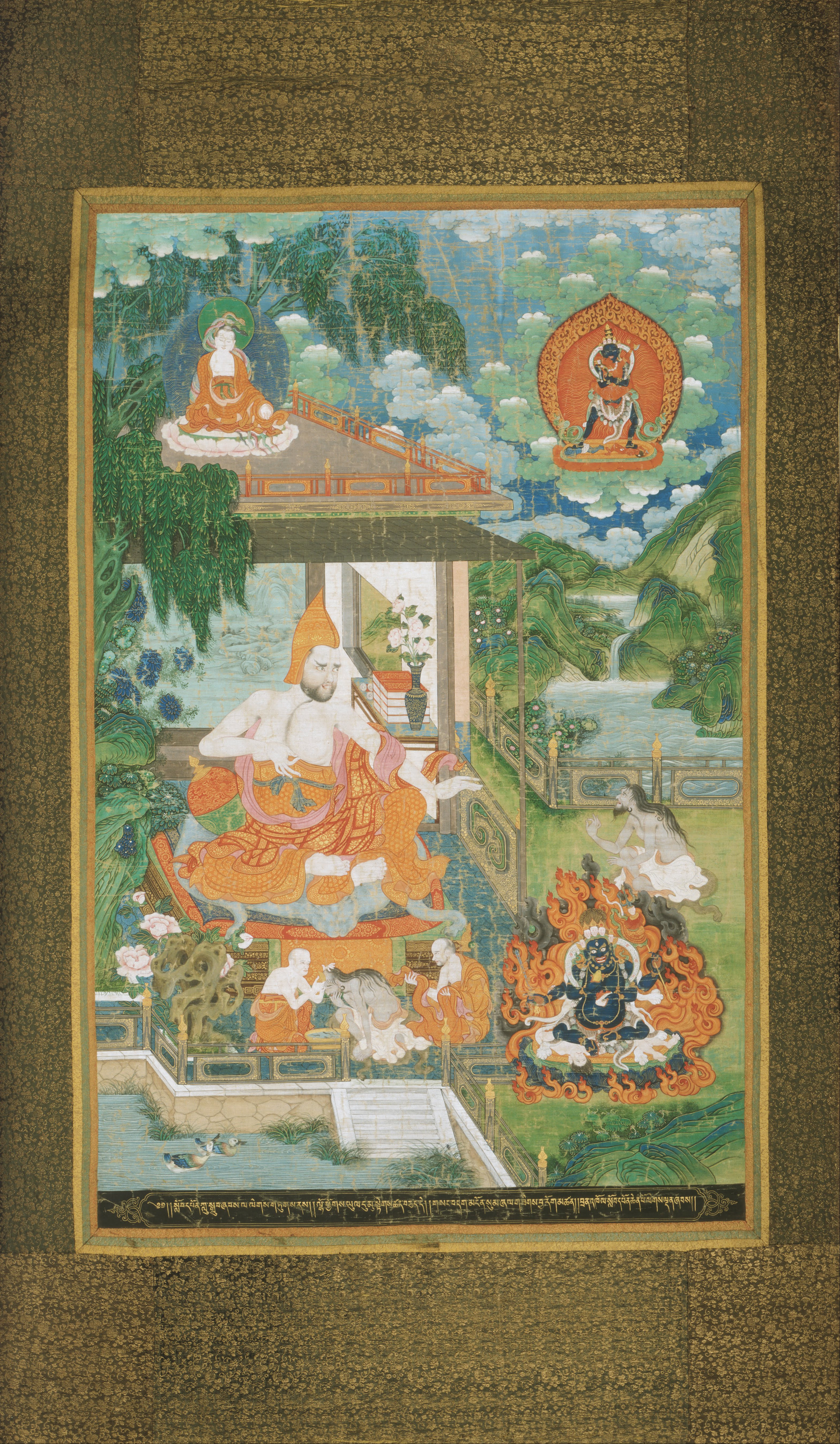
L'Ācārya bouddhiste Bhavyaviveka convertissant un non-croyant, peinture sino-tibétaine du XVIIIe siècle, Philadelphia Museum of Art.

Bhāvaviveka, aussi appelé Bhavya (c. 490 – c. 570), est le fondateur de la tradition Svātantrika de l'école Madhyamaka du bouddhisme. Ames (1993:210) affirme que Bhāvaviveka est un des premiers logiciens bouddhistes à employer le syllogisme formel de la logique indienne pour commenter le Mulamadhyamakakarika de Nagarjuna.
Il est considéré comme une incarnation précédant la lignée des panchen-lama. 

## Source et références
- (en) Cet article est partiellement ou en totalité issu de l’article de Wikipédia en anglais intitulé « Bhavyaviveka » (voir la liste des auteurs).

1. ↑  (en) Charles S. Prebish, The A to Z of Buddhism, New Delhi, Vision Books, 2003, 280 p. (ISBN 978-81-7094-522-2), p. 63 et 64.
2. ↑  (en) Jeff Watt , Teacher (Lama) - Panchen Lama 4, Lobzang Tenpai Nyima